# Alvan R. Feinstein
Alvan Richard Feinstein (* 4. Dezember 1925 in Philadelphia; † 25. Oktober 2001 in Toronto) war ein US-amerikanischer Mediziner. Er gilt als einer der Begründer der klinischen Epidemiologie in den USA.

## Leben und akademisches Wirken
Feinstein studierte an der University of Chicago mit dem Bachelor-Abschluss 1947, dem Master-Abschluss 1948 und dem Abschluss als Mediziner (MD) 1952. Danach absolvierte er seine Facharztausbildung (Residency) in Innerer Medizin am Rockefeller Institute. 1955 wurde er Chefarzt am Irvington House nahe New York City, wo er Patienten mit rheumatischem Fieber untersuchte und entdeckte, dass bei dieser Krankheit nicht frühzeitige Behandlung spätere Herzschäden verhinderte, sondern einfach die Form der Krankheit, die zu Gelenkschmerzen führte und diagnostizierbar war, eine andere Form der Erkrankung darstellte, die weniger virulent war und später selten zu Schädigungen am Herzen führte, während Patienten mit schweren Herzschäden aus rheumatischem Fieber anfangs kaum Symptome zeigten.
1962 wurde er Professor an der Yale University, wo er 1974 Gründungsdirektor des Robert Wood Johnson Clinical Scholars Program war, an dem Mediziner in klinischer Forschung ausgebildet wurden. Er schrieb mehrere verbreitete Lehrbücher wie Clinical Judgement und Clinical Epidemiology und über 400 Forschungsaufsätze. Zuletzt war er Sterling Professor of Medicine and Epidemiology in Yale.
Er war Gründer und 1988 bis zu seinem Tod Herausgeber des Journal of Clinical Epidemiology und gab 1982 bis 1988 das Journal of Chronic Diseases heraus.
1982 wurde er Fellow der American Association for the Advancement of Science. 1993 erhielt er den Gairdner Foundation International Award und außerdem 1982 den Richard and Hinda Rosenthal Foundation Award des American College of Physician, 1987 den Robert J. Glaser Annual Award der Society for General Internal Medicine  und den J. Allyn Taylor International Prize in Medicine (1987). Er war Ehrendoktor der McGill University (1997).
Er war Mitglied der American Society for Clinical Investigation, der Association of American Physicians, der American Epidemiological Society, des Interurban Clinical Club und des Institute of Medicine.

## Arbeit für die Tabakbranche
Feinstein zählt zu denjenigen angesehenen Wissenschaftlern, die die Tabakindustrie gezielt anwarb und finanzierte, um sich auf diese Weise wissenschaftliche Glaubwürdigkeit zu verschaffen. Er erhielt über lange Zeit Forschungsgelder von der Tabakindustrie, die über geheime Sonderkonten überwiesen wurden. Feinstein argumentierte vielfach, dass die epidemiologischen Methoden nicht dafür ausreichend seien, um das Gesundheitsrisiko des Passivrauchens zu beurteilen. 1992 kritisierte er in einem Artikel die „gegenwärtige Atmosphäre [in der] die Gestalt, Glaubwürdigkeit und Integrität eines Beraters der Tabakindustrie sofort angezweifelt und durch die Verdorbenheit der Verbindung mit dem 'Bösewicht' der Tabakindustrie befleckt wird“. Dabei verschwieg er, dass er als Berater für die Tabakindustrie arbeitete und von ihr finanziert wurde.

## Schriften
- Clinical Judgement, Williams and Wilkins, Baltimore 1967
- Clinical Epidemiology: the architecture of clinical research, W. B. Saunders, Philadelphia 1985
- Clinimetrics, Yale University Press 1987
- Clinical Biostatistics, C. V. Mosby, Saint Louis 1977
- Multivariable Analysis: an introduction, Yale University Press 1996
- Principles of medical statistics, Chapman and Hall, Boca Raton 2002